# Acalypha peruviana
Acalypha peruviana är en törelväxtart som beskrevs av Johannes Müller Argoviensis. Acalypha peruviana ingår i släktet akalyfor, och familjen törelväxter. Inga underarter finns listade i Catalogue of Life.